# オイラーの公式
数学の複素解析におけるオイラーの公式（オイラーのこうしき、英: Euler's formula）とは、複素指数関数と三角関数の間に成り立つ、以下の恒等式のことである：
{\displaystyle e^{iz}=\cos z+i\sin z}
ここで {\displaystyle z} は任意の複素数、 {\displaystyle e} はネイピア数、 {\displaystyle i} は虚数単位、 {\displaystyle \cos } は余弦関数、 {\displaystyle \sin } は正弦関数である。
特に、 {\displaystyle z=\varphi (\in \mathbb {R} )} とする場合がよく使われ、この場合、{\displaystyle e^{i\varphi }} は、絶対値 {\displaystyle 1}, 偏角 {\displaystyle \varphi [\mathrm {rad} ]}の複素数に等しい。

オイラーの公式の図形的な表現。複素数平面において、複素数 eiθ は、単位円周上の偏角 θ [rad] の点を表す。

オイラーの公式は、複素解析をはじめとする数学の様々な分野や、電気工学・物理学などで現れる微分方程式の解析において重要である。物理学者のリチャード・P・ファインマンはこの公式を評して「我々の至宝」かつ「すべての数学のなかでもっとも素晴らしい公式」 だと述べている。

## 概要
この公式の名前は、18世紀の数学者レオンハルト・オイラーに因むが、最初の発見者はロジャー・コーツとされる。コーツは1714年に
{\displaystyle \log \left(\cos x+i\sin x\right)=ix\ }
を発見したが、三角関数の周期性による対数関数の多価性を見逃した。1740年頃、オイラーは、コーツの公式を基に、指数関数と三角関数の級数展開を比較することによって、オイラーの公式を証明し、1748年に発表した。
オイラーの公式を導入することにより、極形式の複素数は、より簡素な表記に変換することができる。すなわち、複素数の極形式 z = r(cos θ + i sin θ) は z = reiθ に等しい。また、特に、θ = π のとき、
{\displaystyle e^{i\pi }+1=0}
が導かれる。この関係式はオイラーの等式 (Euler's identity) と呼ばれる。
オイラーの公式により、余弦関数および正弦関数は、双曲線関数に変換することができる：
{\displaystyle \cos \theta =\cosh i\theta }
{\displaystyle \sin \theta ={\tfrac {1}{i}}\sinh i\theta }
応用上では、三角関数を複素指数関数に置き換えることで、微分方程式やフーリエ級数などが利用しやすくなる。

## 指数関数と三角関数
実関数としての指数関数 ex, 三角関数 cos x, sin x をそれぞれマクローリン展開すると
となる。これらの冪級数の収束半径が ∞ であることは、ダランベールの収束判定法によって確認することができる。従ってこれらの級数は、変数 x を複素数全体に拡張することができ、広義一様収束する。つまりこれらの級数によって表される関数は整関数である。解析接続すると、一致の定理より、複素数全体での正則関数としての拡張は一意であり、この収束冪級数で表される。
ここで、 ex の x を ix に置き換え、eix の冪級数が絶対収束することより級数の項の順序は任意に交換可能であることを考慮すれば
{\displaystyle {\begin{aligned}e^{ix}&=\textstyle \sum \limits _{n=0}^{\infty }{\dfrac {i^{n}}{n!}}x^{n}\\&=\textstyle \sum \limits _{n=0}^{\infty }{\dfrac {i^{2n}}{(2n)!}}x^{2n}+\sum \limits _{n=0}^{\infty }{\dfrac {i^{2n+1}}{(2n+1)!}}x^{2n+1}\\&=\textstyle \sum \limits _{n=0}^{\infty }{\dfrac {(-1)^{n}}{(2n)!}}x^{2n}+i\sum \limits _{n=0}^{\infty }{\dfrac {(-1)^{n}}{(2n+1)!}}x^{2n+1}\\&=\cos x+i\sin x\end{aligned}}}
が得られる。
この公式は、歴史的には全く起源の異なる指数関数と三角関数が、複素数の世界では密接に結びついていることを表している。例えば、三角関数の加法定理は、指数法則 eaeb = ea+bに対応していることが分かる。
オイラーの公式により、三角関数を複素指数関数で表すことができる。余弦関数、正弦関数は
{\displaystyle {\begin{aligned}\cos z&={\frac {e^{iz}+e^{-iz}}{2}},\\\sin z&={\frac {e^{iz}-e^{-iz}}{2i}}\end{aligned}}}
となる。

## 証明
この公式には、上記の冪級数展開による証明の他にも異なる幾通りかの証明が知られている。ここにいくつかの例を挙げる。ただし、以下の微分を用いた証明については、実変数を複素数変数におき換えても、これらの議論が成立していることを、別途で証明する必要がある（複素関数論）。

### 微分による証明
証明 — 
関数の微分を用いた証明を示す。実変数 x の関数 f (x) を次のように定義する。
f (x) を形式的に微分すると以下のようになる。
{\displaystyle {\begin{aligned}f'(x)&=(\cos x-i\sin x)'\cdot e^{ix}+(\cos x-i\sin x)\cdot (e^{ix})'\qquad {\mbox{(Leibniz's rule)}}\\&=(-\sin x-i\cos x)\cdot e^{ix}+(\cos x-i\sin x)\cdot ie^{ix}\\&=\left\{(-\sin x-i\cos x)+(i\cos x+\sin x)\right\}\cdot e^{ix}\qquad (i^{2}=-1)\\&=0\end{aligned}}}
したがって、すべての実数 x について f' (x) = 0 が成り立つ。これは f (x) が定数関数であることと同値である。よって f (x) = f (0) より、
となる。(2) を (1) に代入すると次のようになる。
ここで (3) の両辺に、(cos x - i sin x) の複素共役 (cos x + i sin x) を掛ければ、三角関数に関するピタゴラスの定理 sin2x + cos2x = 1 よりオイラーの公式が得られる。
{\displaystyle e^{ix}=\cos x+i\sin x.}
証明 — 
別の証明として、実変数 x の関数 f (x) を次のように定義する。
f (x) を x について微分すると以下のようになる。
{\displaystyle {\begin{aligned}f'(x)&=(\cos x+i\sin x)'\cdot e^{-ix}+(\cos x+i\sin x)\cdot (e^{-ix})'\qquad {\mbox{(Leibniz's rule)}}\\&=(-\sin x+i\cos x)\cdot e^{-ix}-(\cos x+i\sin x)\cdot ie^{-ix}\\&=(-\sin x+i\cos x-i\cos x+\sin x)\cdot e^{-ix}\qquad (i^{2}=-1)\\&=0.\end{aligned}}}
したがって、すべての実数 x について f' (x) = 0 が成り立つ。
ゆえに f (x) は定数である。
よって f (x) = f (0) より
が成り立つ。
(5) を (4) に代入すると
{\displaystyle (\cos x+i\sin x)\cdot e^{-ix}=1}
が導出される。この両辺に eix を掛け、任意の複素数 a, b に対して成り立つ指数法則 eaeb = ea + b を利用すれば
{\displaystyle {\begin{aligned}e^{ix}&=(\cos x+i\sin x)\cdot e^{ix}e^{-ix}\\&=(\cos x+i\sin x)\cdot e^{(ix-ix)}\\&=(\cos x+i\sin x)\cdot e^{0}\\&=(\cos x+i\sin x)\cdot 1.\end{aligned}}}
以上より
{\displaystyle e^{ix}=\cos x+i\sin x.}

### 微分方程式による証明
証明 — 
微分方程式を用いた証明を示す。x を実数、x の関数 f (x) を以下のように定義する。
{\displaystyle f(x):=\cos x+i\sin x.}
また記法を簡潔にするために補助的な方程式
{\displaystyle y=f(x)}
によって y を定める。これらをまとめると以下の方程式を得る。
(1) に x = 0 を代入すると
を得る。(1) の両辺を x について微分し、両辺に虚数単位 i を掛けると以下のようになる。
(3) と (1) より
を得る。任意の 0 でない複素数 α について、関数 eαx は次の関係を満たす。
(4) と (5) を見比べ、α = i と置き換えれば、f(0) = 1 より
が成り立つ。最後に (1) および (6) から y を消去すればオイラーの公式が得られる。
{\displaystyle e^{ix}=\cos x+i\sin x.}

### 2階線型微分方程式による証明
証明 — 
2階線型微分方程式を用いた証明を示す。実数 x を変数とする関数
はいずれも以下の2階の線型常微分方程式の解である。
(2) は斉次な方程式なので、一般解は基本解の線型結合として表すことができる。
cos x と sin x は (2) の基本解である。実際、ロンスキー行列式
{\displaystyle {\begin{vmatrix}\cos x&\sin x\\-\sin x&\cos x\end{vmatrix}}=\cos ^{2}x+\sin ^{2}x=1}
は 0 にならない。よって、(1) および (2) より
が成立する。また、(3) の両辺を微分したものは
となる。(3), (4) に x = 0 を代入したものはそれぞれ、
となるので、(5) より (3) の線型結合はオイラーの公式を与える。
{\displaystyle e^{ix}=\cos x+i\sin x.}

### ロンスキー行列による証明
証明 — 
{\displaystyle |W|={\begin{vmatrix}e^{ix}&\cos x+i\sin x\\ie^{ix}&-\sin x+i\cos x\end{vmatrix}}=e^{ix}(-\sin x+i\cos x)-e^{ix}(i\cos x-\sin x)=0}
として cos x + i sin x と eix が線型従属であることを確認する。
ここで、ある定数 C について
{\displaystyle e^{ix}=C(\cos x+i\sin x)}
が成立する。ここで x = 0 を代入すると C = 1 となり
{\displaystyle e^{ix}=\cos x+i\sin x}
が得られる。

### ド・モアブルの定理による証明
証明 — 
ド・モアブルの定理を用いた証明を示す。
ド・モアブルの定理より
{\displaystyle {\begin{aligned}\cos n\theta +i\sin n\theta &=(\cos \theta +i\sin \theta )^{n},\\\cos n\theta -i\sin n\theta &=(\cos \theta -i\sin \theta )^{n}.\end{aligned}}}
辺々加えて
{\displaystyle 2\cos n\theta =(\cos \theta +i\sin \theta )^{n}+(\cos \theta -i\sin \theta )^{n}.}
右辺の 2 つの項を二項定理によって展開すれば、i の奇数乗の項は相殺し、i の偶数乗の項だけを二重に加えることになるので
{\displaystyle {\begin{aligned}\cos n\theta &=\sum _{k=0}^{\left[{\tfrac {n}{2}}\right]}(-1)^{k}{\binom {n}{2k}}\ (\cos \theta )^{n-2k}(\sin \theta )^{2k}\\&=\sum _{k=0}^{\left[{\tfrac {n}{2}}\right]}(-1)^{k}{\binom {n}{2k}}\ (\cos \theta )^{n}(\tan \theta )^{2k}\end{aligned}}}
を得る。これが cos θ の n 倍角の公式の閉じた表示式である（[s] は s の整数部分）。
この式において nθ = x と置き換えると
{\displaystyle \cos x=\sum _{k=0}^{\infty }(-1)^{k}{\binom {n}{2k}}\left(\cos {\frac {x}{n}}\right)^{n}\left(\tan {\frac {x}{n}}\right)^{2k}.}
和の上端を ∞ に書き直したが、k > n/2 のとき二項係数の部分が 0 になるので、これは n/2 までの和に等しい。
n → ∞ の極限においては
{\displaystyle \cos {\frac {x}{n}}\sim 1\ ,\ \sin {\frac {x}{n}}\sim {\frac {x}{n}}\ ,\ \tan {\frac {x}{n}}\sim {\frac {x}{n}}}
となり、各項目において漸近的に等しいことが確認できる。
したがって
{\displaystyle {\binom {n}{2k}}\sim {\frac {n^{2k}}{(2k)!}}\ ,\ \left(\cos {\frac {x}{n}}\right)^{n}\sim 1\ ,\ \left(\tan {\frac {x}{n}}\right)^{2k}\sim {\frac {x^{2k}}{n^{2k}}}}
となる。よって
{\displaystyle \cos x=\sum _{k=0}^{\infty }{\frac {(-1)^{k}}{(2k)!}}x^{2k}}
が得られる。
同様に sin x について考えれば
{\displaystyle \sin x=\sum _{k=0}^{\infty }(-1)^{k}{\binom {n}{2k+1}}\left(\cos {\frac {x}{n}}\right)^{n}\left(\tan {\frac {x}{n}}\right)^{2k+1}}
より
{\displaystyle \sin x=\sum _{k=0}^{\infty }{\frac {(-1)^{k}}{(2k+1)!}}x^{2k+1}}
が得られる。
ここで、n → ∞ の極限を取った際の誤差項の挙動を考えると
{\displaystyle \cos {\frac {x}{n}}=1+a_{n}}
とおけば
{\displaystyle {\begin{aligned}\left(\cos {\frac {x}{n}}\right)^{n}&=\left(1+a_{n}\right)^{n}\\&=1+na_{n}+{\binom {n}{2}}{a_{n}}^{2}+\dotsb \end{aligned}}}
であるから、an が小さいとき、n 乗すると誤差はおよそ n 倍されるが、an が 1/n よりも早く 0 に近づくときには、極限に影響しない。
本議論において
{\displaystyle {\begin{aligned}a_{n}&=\cos {\frac {x}{n}}-1\\&=-2\sin ^{2}{\frac {x}{2n}}\end{aligned}}}
であるから
{\displaystyle a_{n}\sim -{\frac {x^{2}}{2n^{2}}}}
となる。
したがって、ランダウの記号を用いて漸近挙動を示せば
{\displaystyle \cos {\frac {x}{n}}=1+O\left({\frac {1}{n^{2}}}\right).}
ゆえに
{\displaystyle \lim _{n\rightarrow \infty }\left(\cos {\frac {x}{n}}\right)^{n}=1.}
ここで、ド・モアブルの定理に立ち返って
{\displaystyle \cos n\theta +i\sin n\theta =(\cos \theta +i\sin \theta )^{n}.}
上記式において nθ = x とおくと
{\displaystyle \cos x+i\sin x=\left(\cos {\frac {x}{n}}+i\sin {\frac {x}{n}}\right)^{n}.}
ここで、n → ∞ の極限をとったとき
{\displaystyle \cos {\frac {x}{n}}+i\sin {\frac {x}{n}}=1+{\frac {ix}{n}}+O\left({\frac {1}{n^{2}}}\right)}
であるから
{\displaystyle \lim _{n\rightarrow \infty }\left(\cos {\frac {x}{n}}+i\sin {\frac {x}{n}}\right)^{n}=\lim _{n\rightarrow \infty }\left(1+{\frac {ix}{n}}\right)^{n}=e^{ix}.}
よって
{\displaystyle e^{ix}=\cos x+i\sin x}
が得られる。

### 参照
1. ↑  ファインマン 1977, pp. 294, 307.
2. ↑  吉田 2021, p. 230.
3. 1 2  John Stillwell (2002). Mathematics and Its History. Springer
4. 1 2  複素関数を学ぶ人のために － 山口大学 理学部 物理・情報科学科 - 芦田 正巳
5. ↑  複素数の取り扱いとオイラーの公式
6. ↑  藤田 1999.
7. ↑  eπi + 1 = 0
8. ↑  2階微分方程式
9. ↑  オイラーの数学から — 『無限解析序説』への招待 － 野海 正俊